# Heinrich Braun (pédagogue)
Pour les articles homonymes, voir Braun et Heinrich Braun.
Heinrich Braun (né le 17 mars 1732 à Trostberg, mort le 8 novembre 1792 à Munich) est un pédagogue allemand.

## Biographie
Braun entre à l'Abbaye de Tegernsee en tant que bénédictin et est amené à l'académie en 1764 par Peter von Osterwald, directeur de la classe de philosophie de l'Académie bavaroise des sciences, en tant qu'enseignant de langue allemande, de poésie et de rhétorique. Un an plus tard, il est nommé à l'Académie en tant que membre à part entière de la classe de philosophie. Braun, chanoine depuis 1767 du stift Notre-Dame de Munich et membre du conseil du clergé depuis 1768, écrit des ouvrages d'introduction à l'utilisation de la langue allemande ainsi qu'un dictionnaire allemand.
Avec ces écrits, Braun a une signification particulière dans le différend linguistique baroque tardif. En particulier, avec son ouvrage Anleitung zur deutschen Sprachkunst, il souhaite lutter contre le « gâchis de la langue » afin de « définir notre ancienne langue maternelle bavaroise selon les règles d'un art de la langue propre et d'introduire au moins dans l'écriture et l'impression une uniformité avec la plupart des autres provinces allemandes ». Ainsi, il représente une position beaucoup plus modérée que les écrivains de Parnassus Boicus ou Johann Balthasar Antesperg, qui, avec son Kayserlichen Grammatick, veut défendre l'allemand supérieur contre le nouvel haut allemand saxon de Johann Christoph Gottsched.
En 1768, dans un discours à l'Académie, il expose ses idées sur la transformation du système scolaire bavarois. En 1770, Braun est nommé commissaire provincial pour le système scolaire primaire et rédige le mandat général de l’école, qui prévoit la réforme des écoles primaires et l’introduction de la Realschule en tant que site pour les professions civiles non universitaires. En 1771, il ordonne l'instruction obligatoire, mais ses idées ambitieuses sur la réforme de l'école sont pratiquement impossibles à appliquer en raison de la pénurie d'argent et d'enseignants. De plus, la possibilité de réorganiser le système d'enseignement supérieur après la suppression de la Compagnie de Jésus en 1773 échoue en raison de la situation financière de l'électorat de Bavière, de sorte que les "anciens jésuites" continuent d'enseigner dans leurs établissements.
Néanmoins, Heinrich Braun, directeur depuis 1777 de tous les Lyzeen et Gymnasien, Stadt- et Landschulen, en tant que personnage clé du siècle des Lumières en Bavière, impose l'idée d'éducation néo-humaniste en Bavière.